# Кур (Берн)
Кур (фр. Court BE) — коммуна в Швейцарии, в кантоне Берн. 
Входит в состав округа Мутье. Население составляет 1356 человек (на 31 декабря 2006 года). Официальный код — 0690.